# Huawei Watch
Huawei Watch je pojmenování chytrých hodinek vyvinutých, navržených a prodávaných čínskou společností Huawei. První série byla uvedena na trh 2. září 2015, aktuální série 4 byla představena 22. září 2023.

## Tvar a výdrž baterie
Tvar hodinek je založen na tradičním kruhovém designu. Hodinky disponují 42 milimetrovým AMOLED displejem. Rozlišení obrazovky je 400 x 400 pixelů a 285,7 ppi. Pouzdro je z nerezové oceli 316L, vpředu pokryté safírovým sklem a je k dispozici v šesti povrchových úpravách: černá kůže, ocelový náramek, síťovina z nerezové oceli, černěný náramek, hnědá kůže lisovaná aligátorem a růžově pozlacený náramek.
Hodinky využívají procesor Qualcomm Snapdragon 400 APQ8026 s frekvencí 1,2 GHz. Všechny verze hodinek Huawei Watch mají 512 MB RAM a 4 GB vnitřní paměti spolu s gyroskopem, akcelerometrem, vibračním motorkem a snímačem srdečního tepu. Podporuje Wi-Fi a Bluetooth 4.1 LE a podporu pro lokalizaci pomocí Gallileo, Glonass i GPS. Hodinky využívají magnetickou nabíjecí kolébku, s výdrží baterie den a půl.

## Kritika nového operačního systému
První a druhá generace hodinek využívá operační systém Wear OS (dříve Android Wear), který podporuje Obchod Play, přes který jde stahovat mnoho aplikací. Od třetí generace hodinky však využívají svůj vlastní systém HarmonyOS, který využívá svůj vlastní obchod s aplikacemi AppGallery, který podporuje pouze pár základních aplikací.